# Liste des plus hauts gratte-ciel de Santiago
Cet article dresse une liste des plus hauts gratte-ciel de Santiago, la capitale du Chili. Depuis la construction de l'Edificio Santiago Centro en 1972, une soixantaine d'immeubles d'au moins 100 mètres de hauteur ont été construits à Santiago.

## Liste
En 2014, la liste des immeubles d'au moins 100 mètres de hauteur y est la suivante d'après Emporis et Skyscraperpage,.

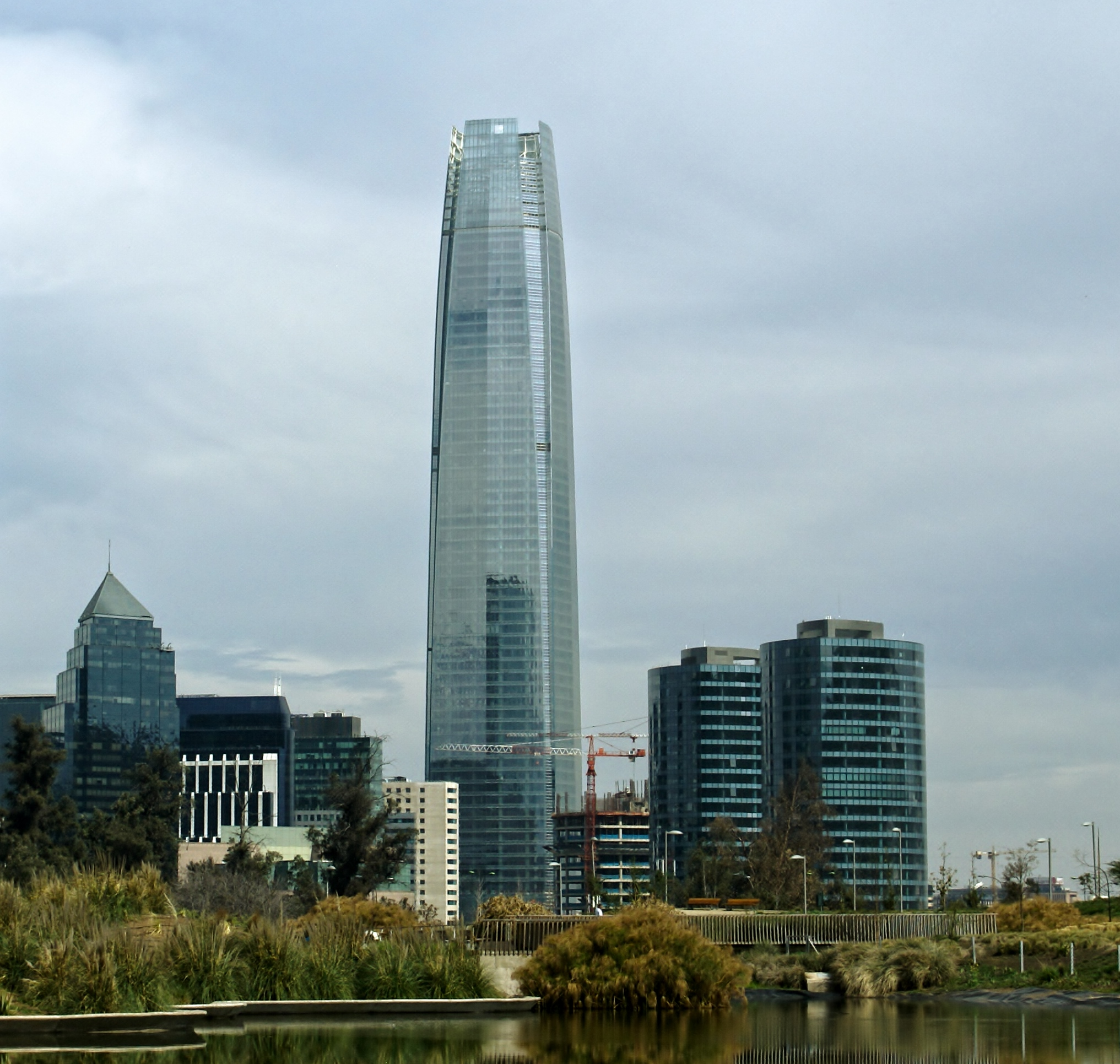
Gran Torre Santiago

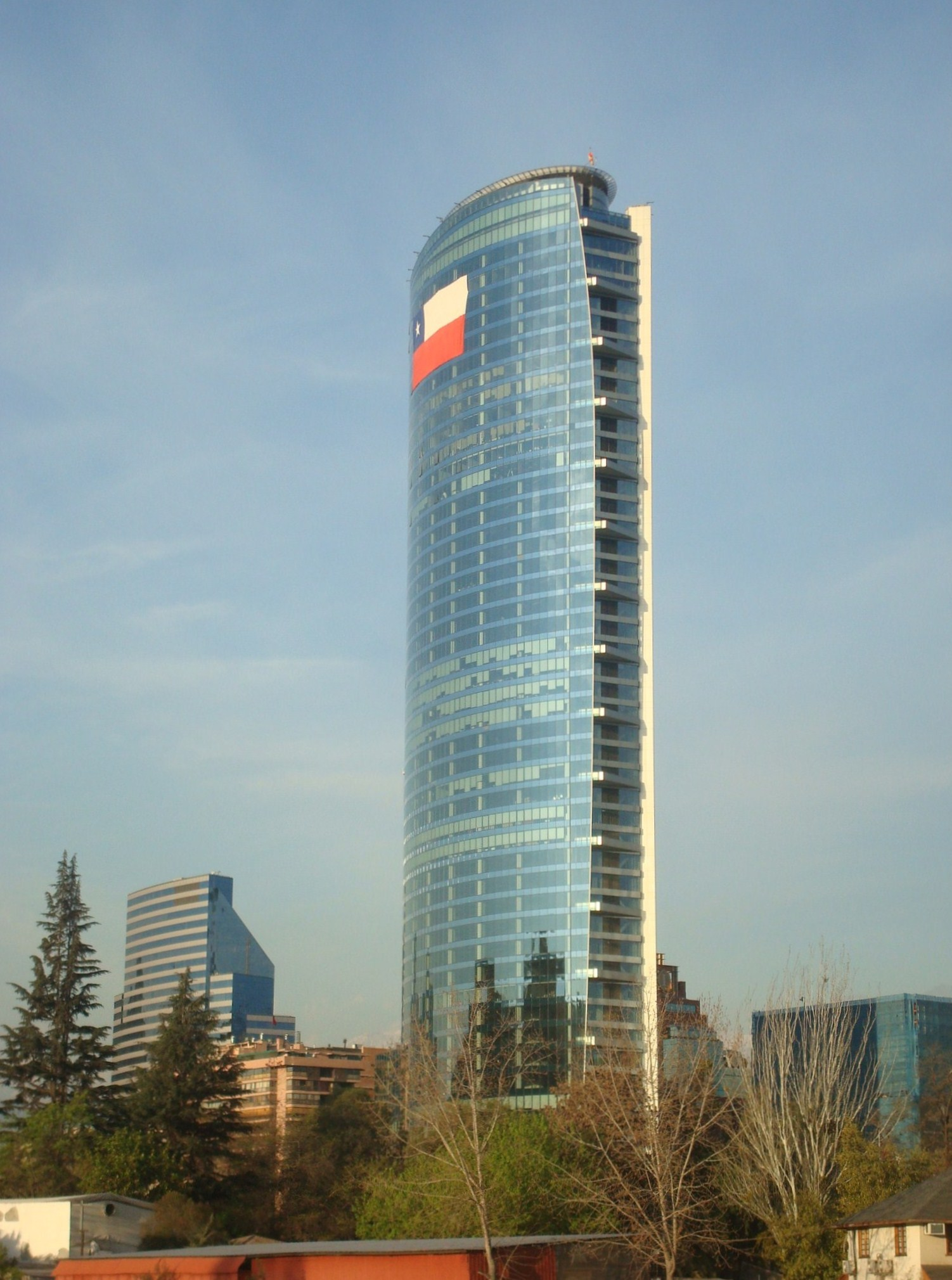
Titanium La Portada

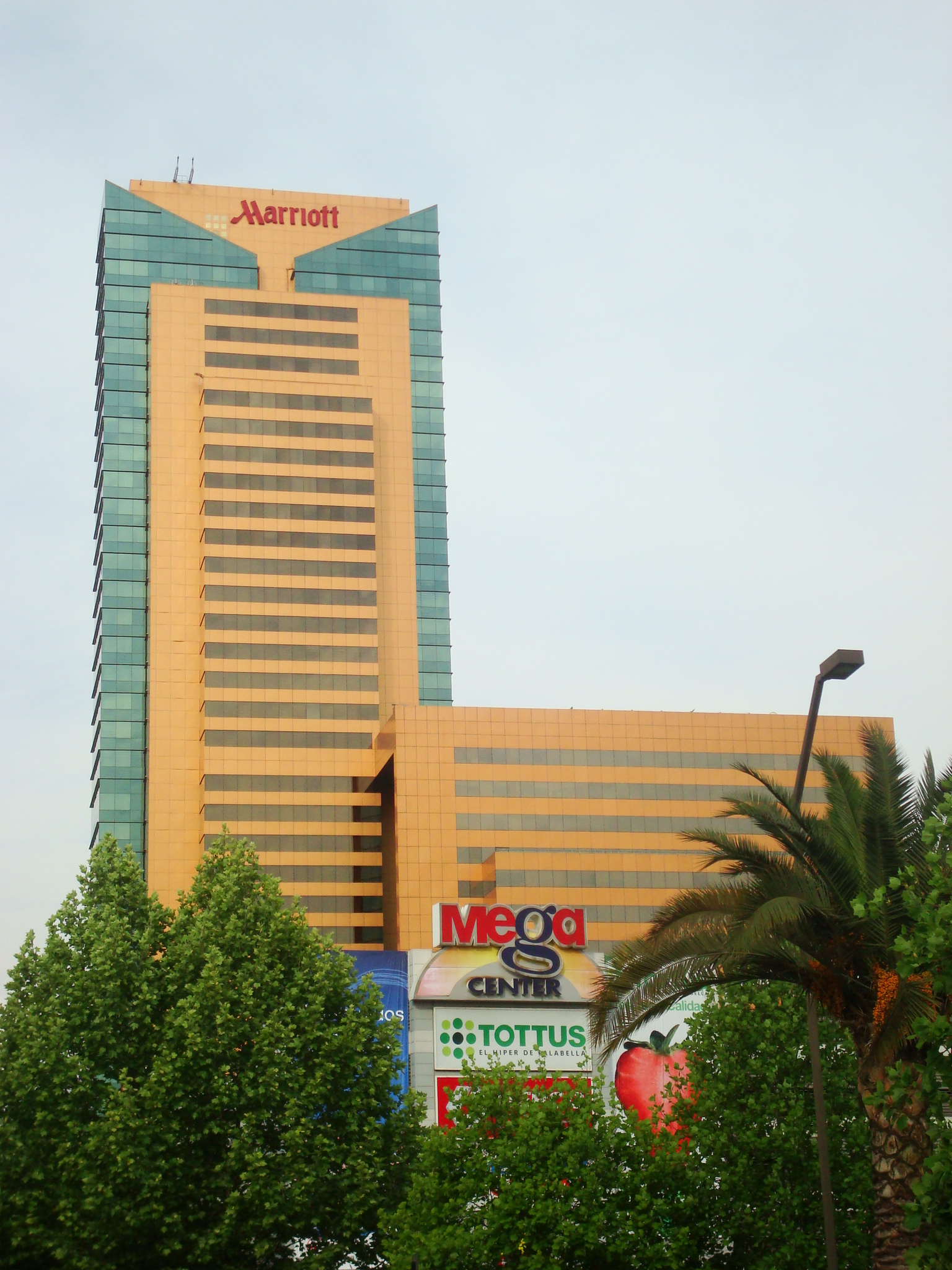
Hotel Marriott Santiago de Chile

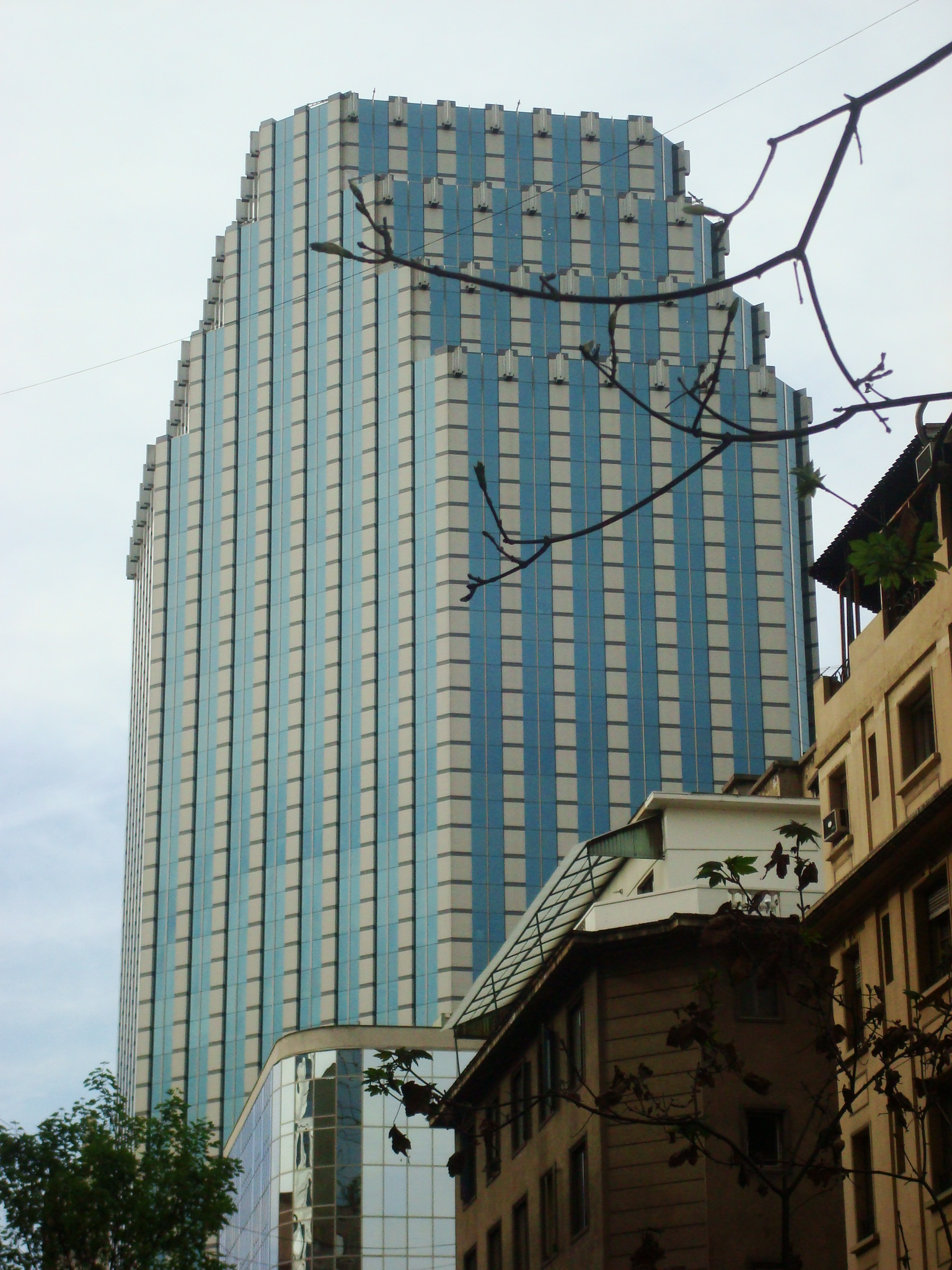
Torre Centenario

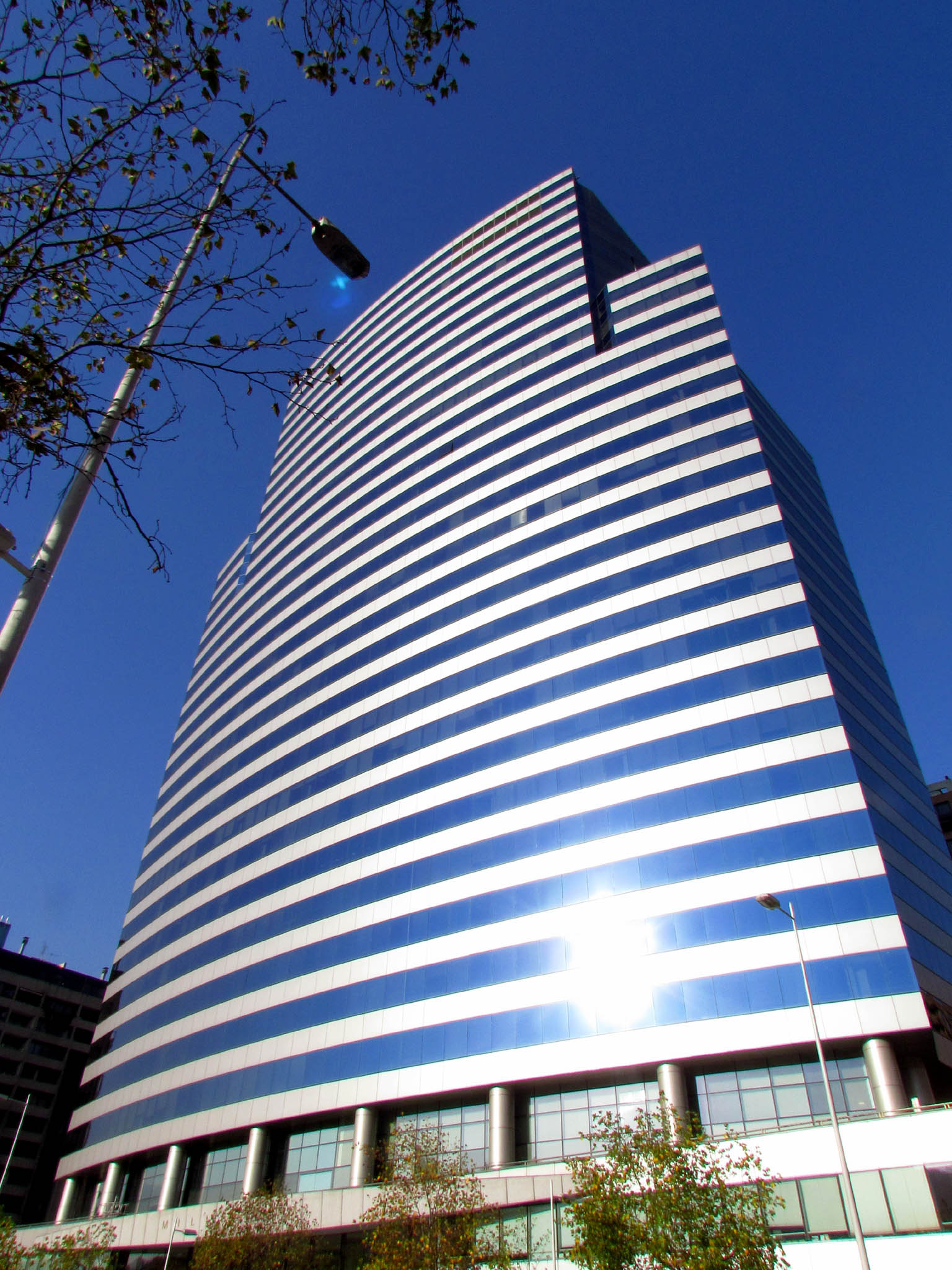
Edificio Millenium

| Rang | Nom                              | Hauteur | Étages | Année |
| ---- | -------------------------------- | ------- | ------ | ----- |
| 1    | Gran Torre Santiago              | 300 m   | 60     | 2014  |
| 2    | Titanium La Portada              | 181 m   | 52     | 2010  |
| 3    | Tour Telefónica Chile            | 143 m   | 34     | 1996  |
| 4    | Espacio Tres 1                   | 135 m   | 36     | 2007  |
| 5    | Hotel Marriott Santiago de Chile | 130 m   | 42     | 1999  |
| 6    | Torre Entel                      | 127 m   | 19     | 1974  |
| 7    | Edificio 18                      | 124 m   | 33     | 2009  |
| 7    | Nuevo Centro                     | 124 m   | 33     | 2008  |
| 9    | Territoria 3000                  | 118 m   | 30     | 2008  |
| 10   | Costanera Hotel                  | 113 m   | 28     | 2012  |
| 10   | Edificio Millenium               | 113 m   | 30     | 2000  |
| 10   | Torre Alameda                    | 113 m   | 30     | 1996  |
| 10   | Edificio Concepto Formas         | 113 m   | 30     | 2008  |
| 13   | Torre Centenario                 | 112 m   | 31     | 2000  |
| 14   | Edificio de la Industria         | 110 m   | 32     | 1994  |
| 15   | Edificio Gran Santiago           | 109 m   | 29     | 2009  |
| 15   | Edificio Palmas de San Diego     | 109 m   | 29     | 2009  |
| 17   | Edificio Las Americas            | 106 m   | 31     | 1990  |
| 18   | Torre Corporativa CCU            | 105 m   | 27     | 2007  |
| 18   | Edificio Santo Domingo 1364      | 105 m   | 28     |       |
| 18   | Torre Santa Maria                | 105 m   | 28     | 1981  |
| 18   | Torre Tajamar A                  | 105 m   | 28     |       |
| 18   | Irarrazaval 1991                 | 105 m   | 28     | 2010  |
| 18   | Edificio Icono                   | 105 m   | 28     | 2008  |
| 18   | Cerro Colorado 6610              | 105 m   | 28     | 2008  |
| 18   | Edificio Santiago Centro         | 105 m   | 25     | 1972  |
| 26   | Palladio                         | 104 m   | 26     | 2000  |
| 27   | Edificio Espacio 3               | 103 m   | 36     | 2009  |
| 28   | Torre Huerfanos                  | 102 m   | 27     | 2013  |
| 28   | General Mackena 1568             | 102 m   | 27     | 2010  |
| 28   | Atalaya Boulevard                | 102 m   | 27     | 2009  |
| 28   | Edificio Concepto Aqua           | 102 m   | 27     | 2008  |
| 28   | Edificio Vista Arauco 3          | 102 m   | 27     | 2007  |
| 28   | Santiago Downtown 6              | 102 m   | 27     | 2006  |
| 34   | Grand Hyatt Santiago             | 100 m   | 24     | 1992  |
| 34   | Bosque 500                       | 100 m   | 24     | 2002  |